# Жайворонково (Черняховський район)
Жайворонково (рос. Жаворонково) — селище Черняховського району, Калінінградської області Росії. Входить до складу Каменського сільського поселення.
Населення —  62 особи (2015 рік). 

## Населення
| 2002 | 2010 |
| ---- | ---- |
| 66   | ↘62  |